# Міттвайда
Міттвайда (нім. Mittweida Німецька: [mɪtˈvaɪda] ( прослухати)) — місто у Німеччині, районний центр, розташований у землі Саксонія. Підпорядкований адміністративному округу Хемніц. Входить до складу району Середня Саксонія. Центр об'єднання громад Міттвайда. 
Площа — 41,24 км2. Населення становить 14 356 ос. (станом на 31 грудня 2020). Офіційний код — 14 1 82 280. 

## Галерея

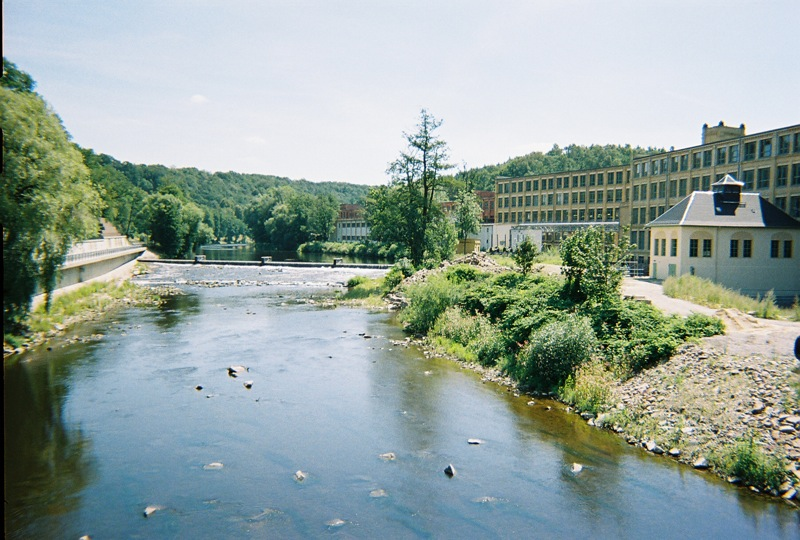
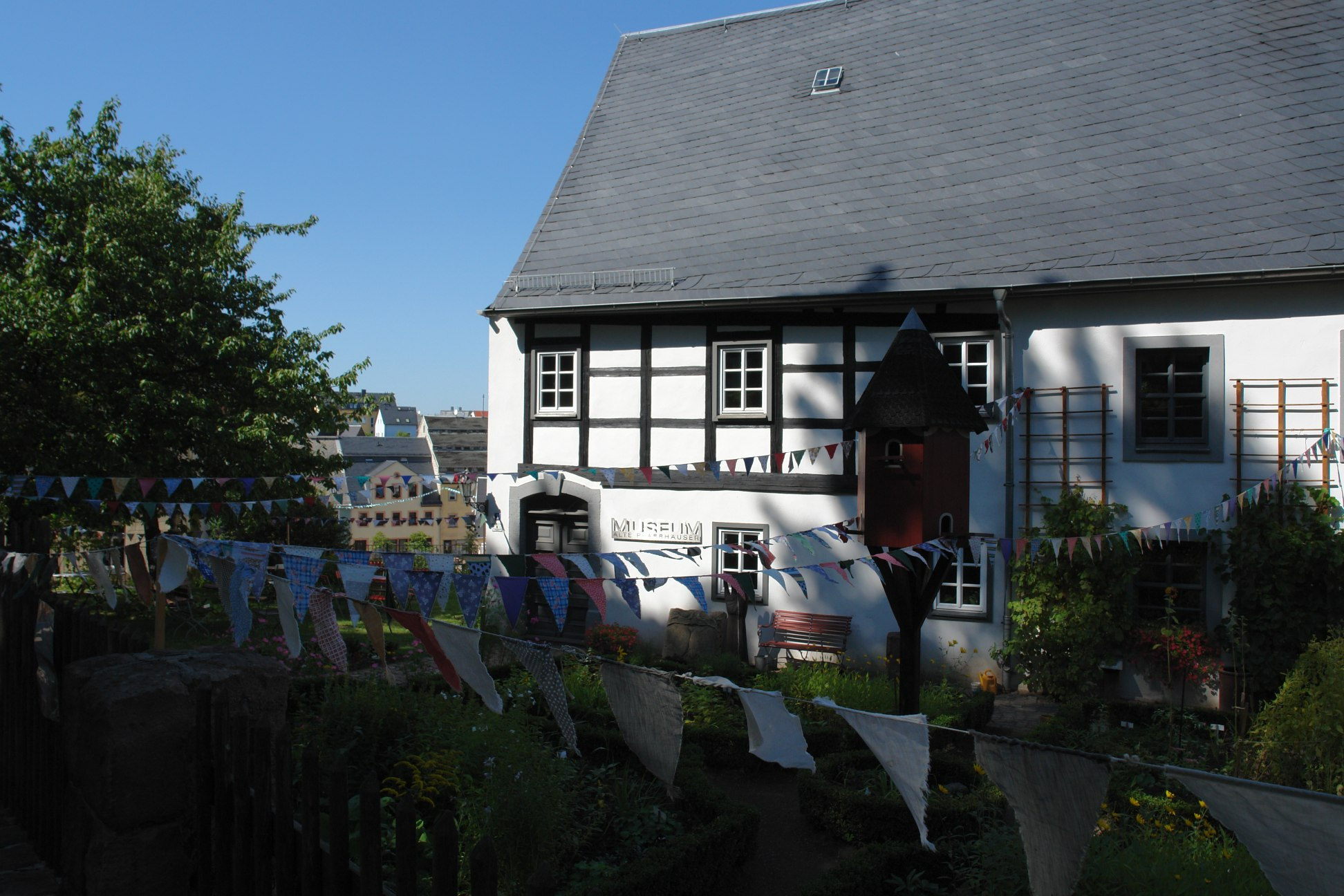
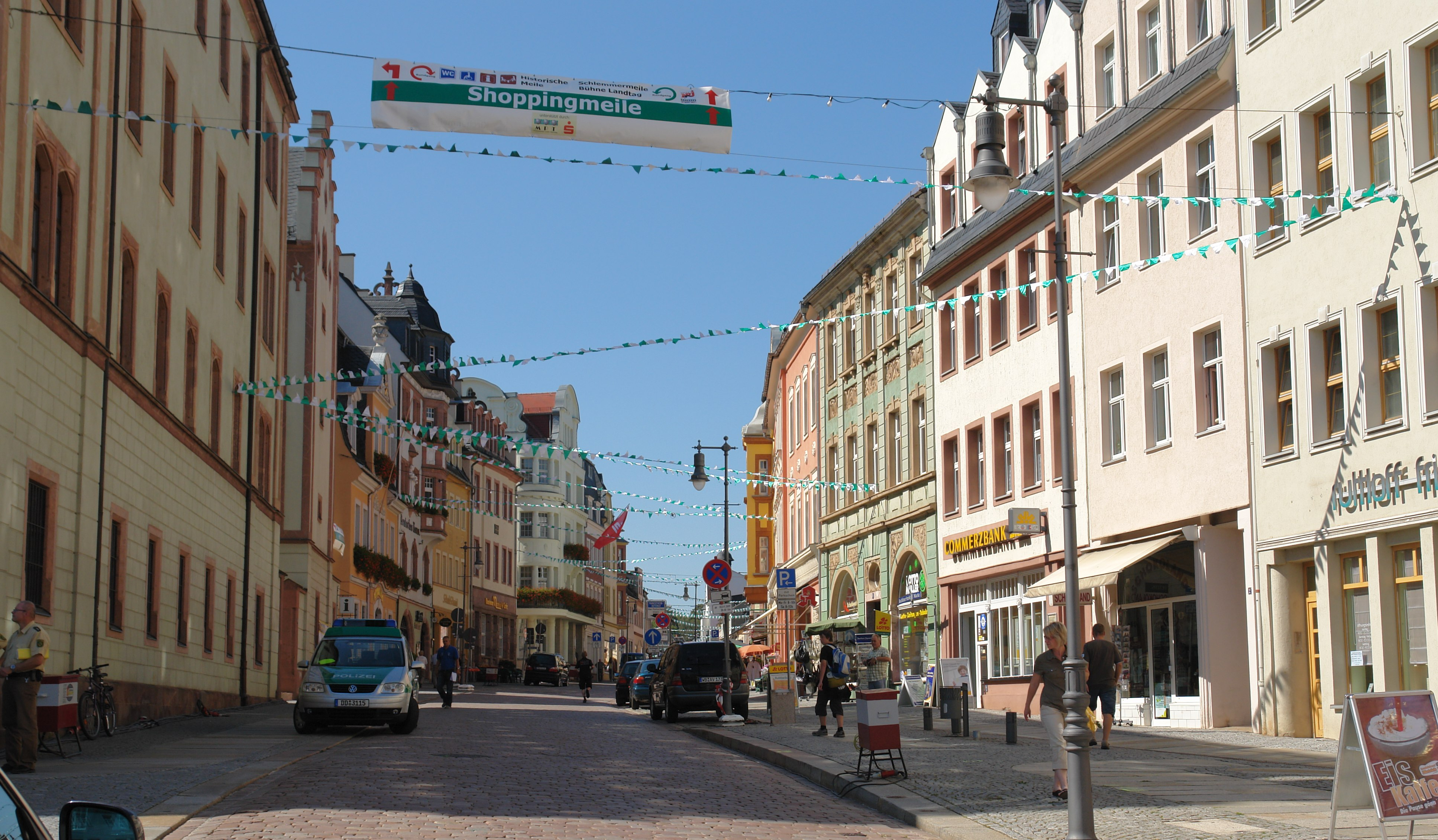
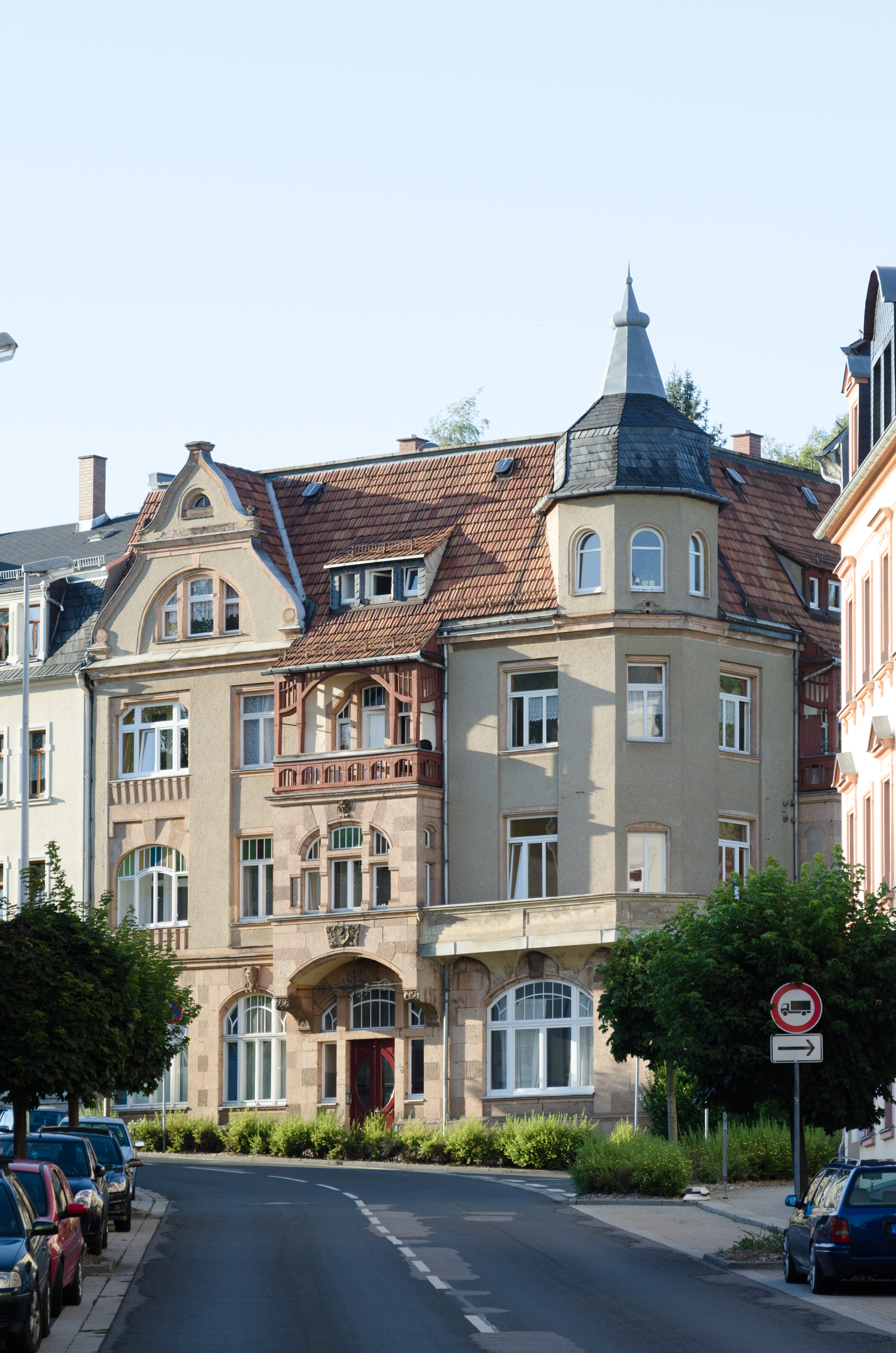
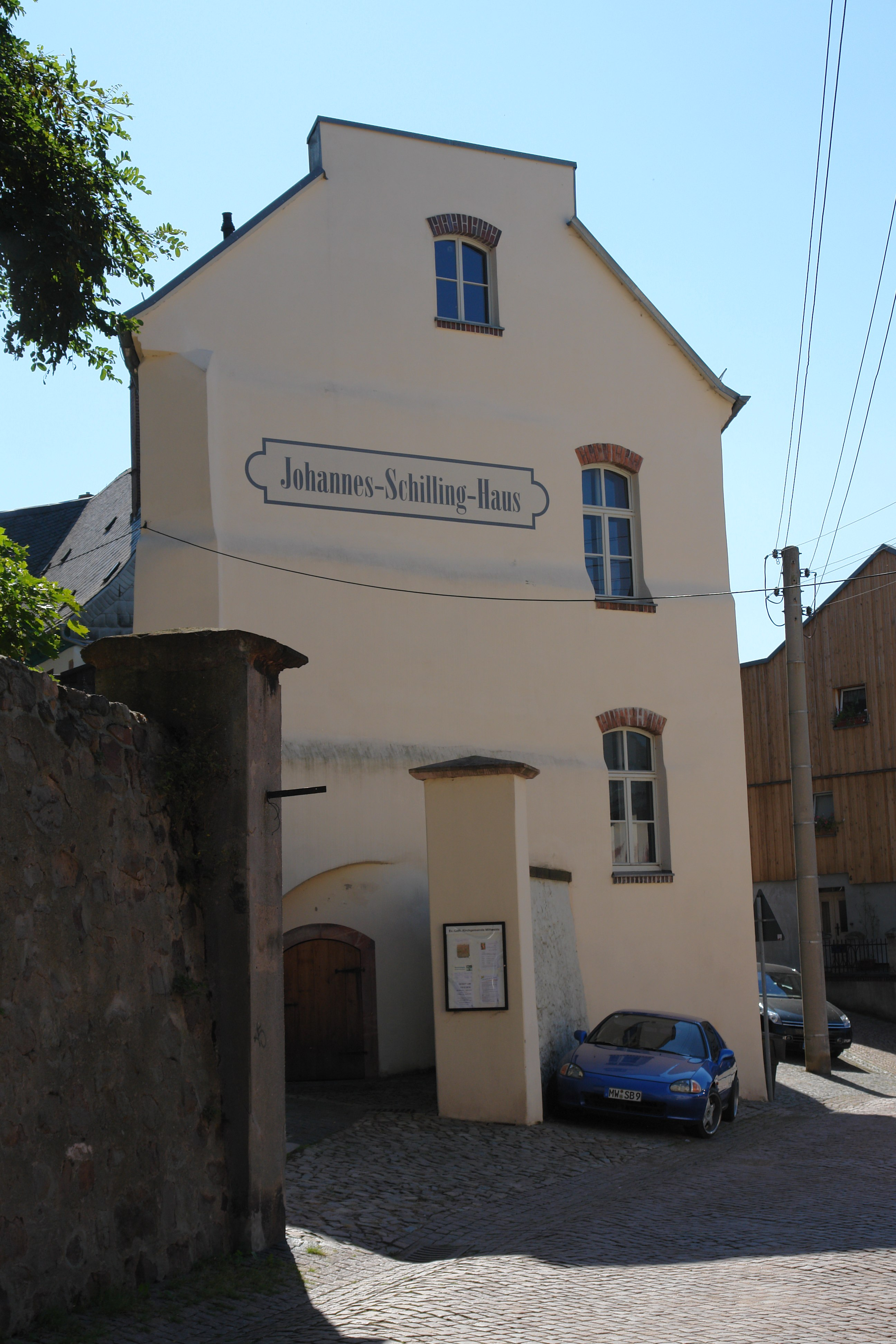
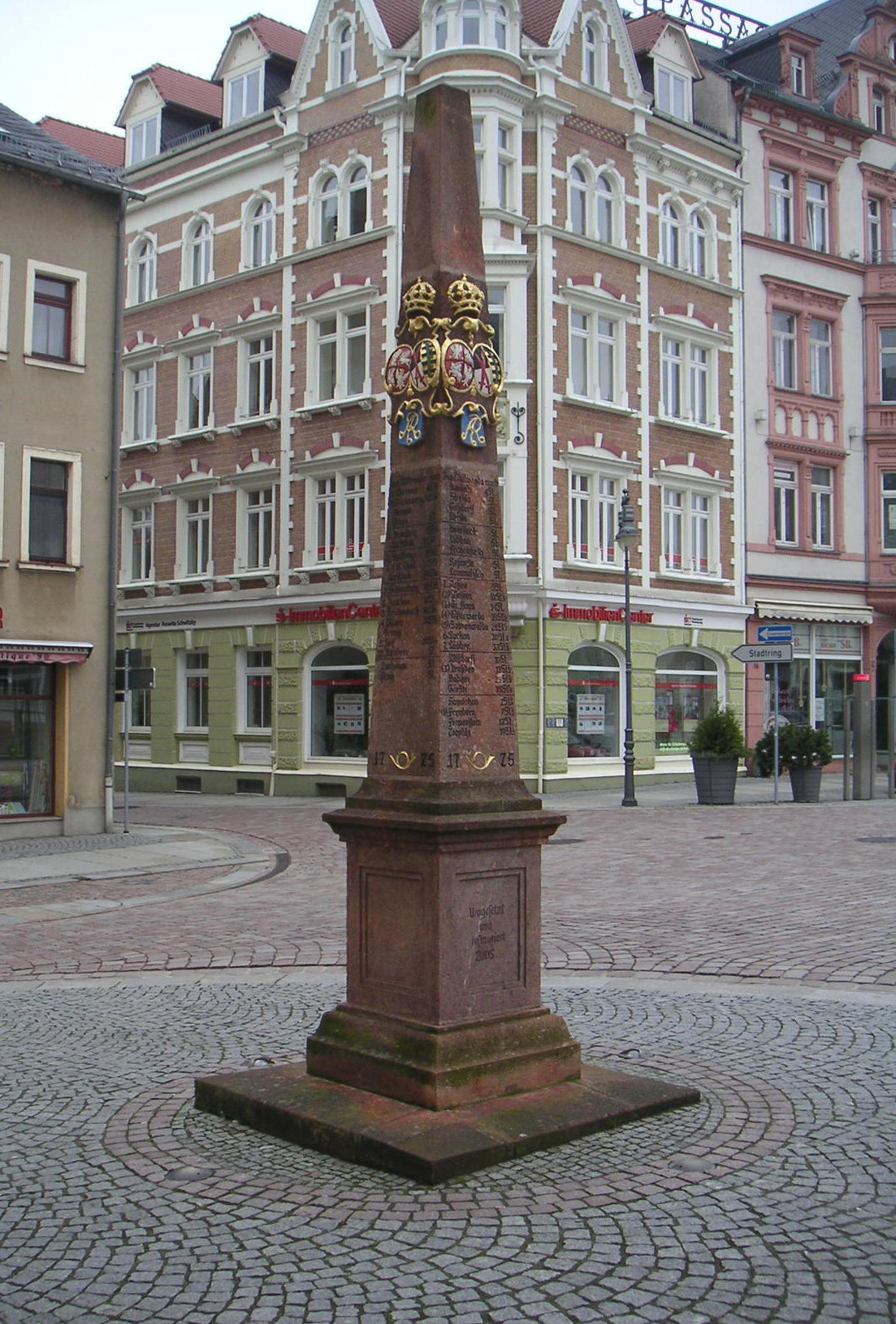

## Міста-побратими
- Болгарія, Габрово[2]